# Kanton Burgstall

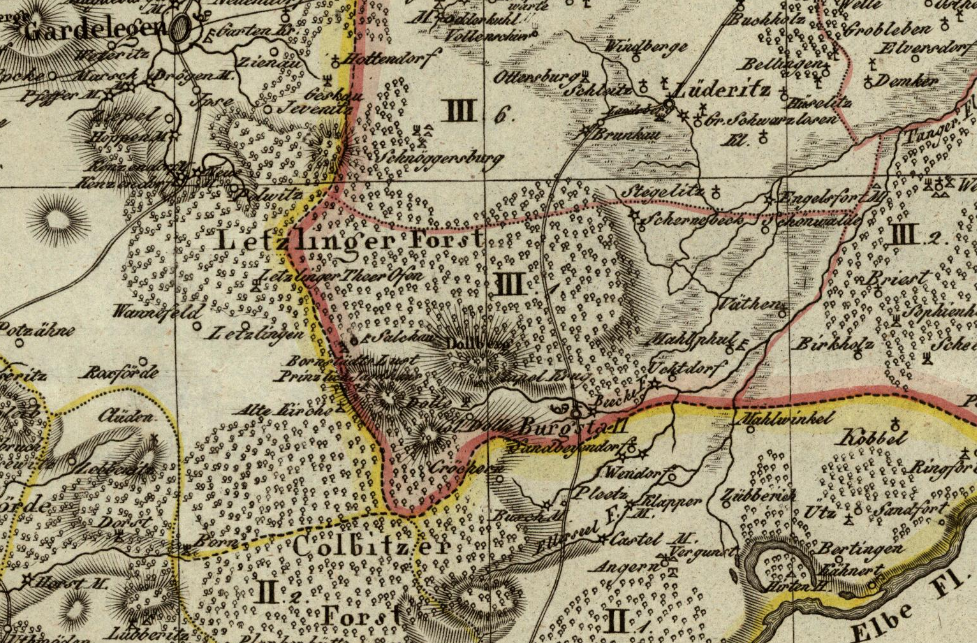
Kanton Burgstall im Distrikt Salzwedel des Department der Elbe (aus Special-Atlas Des Königreichs Westphalen: bestehend aus acht Departements- und einer General-Charte: 7: Charte von dem Departemente der Elbe des Königreichs Westphalen.)

Der Kanton Burgstall (auch Canton Burgstall) war eine Verwaltungseinheit im Königreich Westphalen. Er bestand von 1807 bis zur Auflösung des Königreichs im Jahre 1813 und gehörte nach der Verwaltungsgliederung zum Distrikt Stendal des Departement der Elbe. Kantonshauptort (chef-lieu) war Burgstall im Landkreis Börde (Sachsen-Anhalt).

## Geschichte
Mit der Bildung des Königreichs Westphalen im Jahr 1807 wurde auch eine Verwaltungsreform in den neuen Gebieten des Königreichs vorgenommen. Aus den von Preußen 1807 als Folge des Friedens von Tilsit abgetretenen Gebieten Altmark und Herzogtum Magdeburg und kleineren vom Königreich Sachsen abgetretenen Gebieten wurde das Departement der Elbe gebildet, das in vier Distrikte (Magdeburg, Neuhaldensleben, Stendal und Salzwedel) untergliedert war. Der Distrikt Stendal (oder auch Unterpräfektur Stendal) bestand aus 13 Kantonen (cantons), darunter der Kanton Burgstall. Zum Kanton Burgstall gehörten 1807:
- Burgstall, Kantonshauptort (chef-lieu) mit dem Vorwerk Dolle
- Uchtdorf, Dorf
- Mahlpfuhl, Dorf
- Vaethen (Kaethen), Dorf (Vorgängersiedlung von Tangerhütte)
- Schernebeck, Dorf
- Schönwalde, Dorf
- Salchau (Salchow) mit Bornstettslust (moderne Wüstungen, heute Truppenübungsplatz Altmark)

Die Orte gehörten vor/bis 1807 zum Tangermündeschen Kreis der Mark Brandenburg. 1808 hatte der Kanton Burgstall 2467 Einwohner. Bis 1810 war der Kanton mit dem Kanton Lüderitz zusammengelegt oder wurde mit diesem Kanton in Personalunion zusammen verwaltet. Kantonmaire war ein Herr Mitter-Schönberg von Schwarzlosen, Der vereinigte neue Kanton hatte 5646 Einwohner. 1811 hatte der Kanton Burgstall (hier wieder ohne Kanton Lüderitz) 2387 Einwohner. Die Größe wurde mit 3,25 Quadratmeilen angegeben.
Mit dem Zerfall des Königreichs Westphalen nach der Völkerschlacht bei Leipzig wurde die vorherige preußische Verwaltungsgliederung wiederhergestellt (z. B. das Amt Burgstall, zu dem ein Teil der Orte des Kantons Burgstall gehörte). In der Kreisreform von 1816 kam das Amt Burgstall an den Kreis Wolmirstedt.